# Сферична корова
Сферична корова чи сферичний кінь у вакуумі — це жартівлива метафора складних явищ реального життя, що подаються в формі відірваних від реальності моделей. Вона характерна передусім для жартів про теоретичну фізику, в яких з моделлю простіше виконувати обрахунки, але застосування цієї моделі в дійсності неможливе. Найраніша згадка метафори датується 1985 роком в книзі Джона Гарта «Розглянемо сферичну корову: курс вирішення проблем довкілля» (англ. Consider a Spherical Cow: A course in environmental problem solving).

## В анекдотах
|  | На одній фермі вироблялося мало молока, тому фермер звернувся до місцевого університету за допомогою. Був зібраний мультидисциплінарний колектив професорів, який очолив фізик-теоретик. Два тижні науковці обстежували корів і умови, в яких ті утримувались. Потім науковці повернулися до університету, а матеріали дослідження лишили керівнику. Незабаром той сказав фермеру: «У мене є рішення, але воно працює лише у випадку сферичних корів у вакуумі». |

|  | Один мільйонер дуже любив кінні перегони, але постійно робив ставку не на того коня і програвав. Тож він вирішив дізнатися наперед який кінь переможе і найняв біолога, математика й фізика. Він дав їм завдання, багато грошей і рік часу. За рік біолог повідомив: - Знаючи родовід кожного коня, успіхи його батьків, як його годували і як лікували, я можу точно сказати який кінь переможе. Математик сказав: - Маючи точні статистичні дані попередніх забігів коней, я можу приблизно назвати який з них переможе. Фізик же сказав: - Мені потрібно ще десять років, п'ятдесят мільйонів доларів, кілька помічників і лабораторія, але я вже побудував модель руху абсолютно пружного сферичного коня в вакуумі! |

## У популярній культурі
- «Розглянемо сферичну корову» — заголовок книги 1985 року про вирішення проблем за допомогою спрощених моделей[4].
- «Сферична корова» була вибрана як кодова назва для дистрибутиву Linux Fedora 18[5].
- В епізоді ситкому «Теорія великого вибуху» цей жарт розповідає доктор Леонард Гофстадтер, згадуючи «кулястих курчат у вакуумі»[6].
- В одному епізоді британської телепрограми з поточних справ «Brass Eye», присвяченому правам тварин, ведучий Кріс Морріс намагався залучити гостя Олівера Скіта до дискусії про етику використання сферичних корів у виробництві м'яса[7].
- У відеогрі Overwatch персонаж Сигма має репліку «Ах, прямо як сферична корова?».
- Хорхе Луїс Борхес ще в 1967 році виділяв у своїй «Книзі вигаданих істот» особливий тип істот кулястих.